# Тертишний Петро Вакулович
Петро Вакулович Тертишний (нар. 15 лютого 1899 — пом. 4 березня 1997) — радянський воєначальник,  Герой Радянського Союзу (1943), генерал-лейтенант (1945).

## Життєпис
Народився 15 лютого 1899 року в селі Степанки нині Черкаського району Черкаської області України в селянській родині. Українець. Освіта середня. Працював машиністом.
У Червоній Армії з 1919 року. Учасник Громадянської війни. 
У 1925 році закінчив Київську об'єднану школу, а в 1941 році – курси «Постріл».
На фронтах німецько-радянської війни з липня 1941 року. У листопаді-грудні 1941 року полковник Тертишний П.В. – заступник командира 3-ї танкової Червонопрапорної дивізії по стройовій частині. З 3 грудня 1941 року по 4 серпня 1942 – командир 237-ї стрілецької дивізії, сформованої в грудні 1941 року в Новосибірській області. На чолі зі своїм першим командиром полковником Тертишним П.В. дивізія прибула на фронт 13 липня 1942, і увійшла до складу 38-ї армії Брянського фронту. З серпня 1942 року П.В. Тертишний – командир 161-ї стрілецької дивізії (40-ва армія, Воронезький фронт), яка під його командуванням 23 вересня 1943 ріку успішно форсувала Дніпро в районі села Зарубинці Канівського району, захопила плацдарм і міцно закріпилася на правому березі річки, відбивши численні ворожі контратаки.
23 жовтня 1943 року генерал-майору Тертишину Петру Вакуловичу присвоєно звання Героя Радянського Союзу з врученням ордена Леніна і медалі «Золота Зірка» (№ 2023).
В боях по звільненню Польщі та на завершальному етапі війни генерал-майор Тертишний П.В. командував 15-м стрілецьким корпусом (60-та армія, 1-й Український фронт), вояки якого відзначилися в ході Львівсько-Сандомирської, Сандомирско-Сілезької і Верхньо-Сілезької операцій.
Після війни командував стрілецьким корпусом, був помічником командувача військами Туркестанського військового округу. У 1949 році закінчив Вищі академічні курси при Військовій академії Генерального штабу.
З 1954 року генерал-лейтенант П.В. Тертишний – в запасі. Жив у Києві. Помер 4 березня 1997 року. Похований у Києві на Лісовому кладовищі.